# Atarashiki Mura

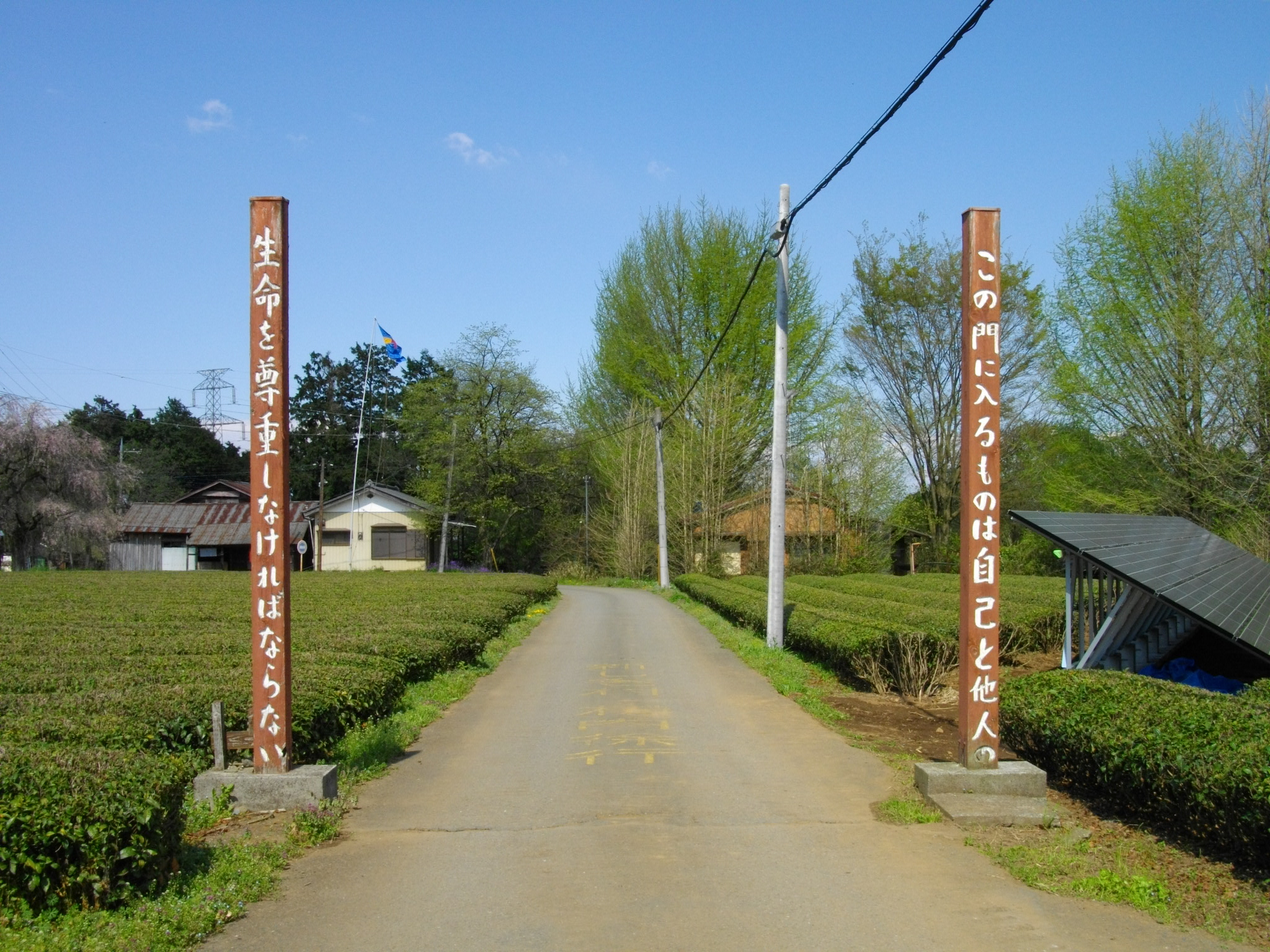
Eingang von Atarashiki-mura

Atarashiki-mura 1919

Atarashiki-mura (japanisch 新しき村, „Neues Dorf“) ist ein japanisches Lebensgemeinschaftsprojekt, welches von dem Künstler und Philosophen Saneatsu Mushanokōji gegründet wurde.

## Geschichte
Das „Dorf“ (Mura) entstand 1918 in Hyūga (Ishikawauchi, ⊙), im Bergland der Präfektur Miyazaki in Kyūshū. 1939 sollte in dem Gebiet ein Staudamm errichtet und ein großes Areal unter Wasser gesetzt werden, daher suchte die Gemeinschaft eine neue Bleibe und zog nach Moroyama in der Präfektur Saitama, im Großraum von Tokio. Einige Mitglieder leben noch immer in Hyūga, sie sind jedoch stark von der Unterstützung der Gemeinschaft in Moroyama und von „Externen Mitgliedern“ angewiesen.
Der Gründer Mushanokōji arbeitete eine Zeit lang im Dorf mit, entschied sich aber bald dazu, außerhalb zu arbeiten und das Projekt mit dem Einkommen aus seinen Romanen, Schauspielen und Gemälden zu unterstützen.
Es gab immer einen Hang von Künstlern für Mura und es gibt eine ganze Reihe von Künstlern, die auch dort gelebt oder das Projekt aus der Ferne unterstützt haben, und es gibt eine Kunst-Galerie, die auch verschiedene Veröffentlichungen herausgegeben hat. Einige Einwohner arbeiten als Töpfer, aber der Großteil des Einkommens wird durch den Verkauf landwirtschaftlicher Produkte (Hühner, Dünger, Shiitake, Reis, organisch angebautes Gemüse, Grüner Tee, Aprikosen und Brot) erwirtschaftet. Das Dorf unterhielt auch eine Kindergärtnerinnen-Schule.
Das verdiente Einkommen wird in einen gemeinsamen Topf eingezahlt und die Bewohner erhalten nur ein Taschengeld. Jedoch werden alle Bedürfnisse durch die Gemeinschaft bezahlt, einschließlich Unterkunft, Nahrung, medizinische Versorgung und Ausbildung. Die Mitglieder leben in ihren eigenen Häusern, in 'conventionellen' Familien mit privatem Besitz, aber das Essen wird gewöhnlich im Gemeinschaftssaal eingenommen, der mit einer Bühne für gelegentliche Aufführungen ausgestattet ist. Es gibt monatliche Treffen zur Abstimmung über die Belange der Gesellschaft. Prinzipiell müssen alle Entscheidungen einstimmig erfolgen.
Dem Siedlungsprojekt wurde immer wieder ein Scheitern vorhergesagt, was bisher nicht erfolgte, allerdings ist die Mitgliederschar überaltert und die Zukunft erscheint fraglich. 2007 gab es noch 21 Mitglieder in 16 Haushalten und ca. 200 externe Unterstützer; in Hyūga lebten 5 Mitglieder in 3 Haushalten. 2016 war die Mitgliederzahl noch weiter gesunken und die Geflügelproduktion musste aufgrund des Alters der Mitglieder aufgegeben werden. Eine große Fläche wurde mit Solarmodulen bestückt, wodurch ein Einkommen bis 2020 gewährleistet ist.

## Ideale
Der „Geist von Atarashiki-mura“ wird durch einen Text mit nur sechs Zeilen ausgedrückt. Mushanokōji hatte diesen verfasst und er wird bis heute auf der Rückseite jeder Ausgabe des Gemeindebriefes veröffentlicht:
- Unser Ideal ist, dass alle Menschen der Welt ihr eigenes Schicksal erfüllen sollen, und dass die Individualität, die jeder besitzt zur vollen Entfaltung kommen sollte.
- Man darf daher nicht zulassen, dass die Individualität eines Einzelnen bevorzugt wird vor der Individualität von Anderen.
- Daher muss man seine eigene Individualität auf korrekte Art fördern. Man darf um der Erfüllung seiner eigenen Freude, eigenen Glückes und Freiheit nicht die Bestimmung oder die gerechten Ansprüche anderer Menschen verletzten.
- Wir wollen daran arbeiten, dass alle Menschen auf der Welt unsere Ideale teilen und unseren Lebensstil teilen und dabei einen Weg einschlagen, auf dem sie fähig sind, ihre Aufgaben in Gleichheit zu erfüllen, Freiheit zu genießen, korrekte Leben zu führen und ihre Bestimmung zu erfüllen (auch ihre Individualität).
- Diejenigen, die sich entschließen auf diese Art zu leben, die an die Möglichkeit eines solchen Lebensstils glauben und beten oder inständig darauf hoffen, dass alle Menschen der Welt dies umsetzen, diese Menschen sind Mitglieder von Atarashiki-mura und sie sind unsere Brüder und Schwestern.
- Wir glauben daher, dass wenn alle Menschen beginnen, einen korrekten Lebensstil einzuhalten, oder sich zumindest darum bemühen, und wenn auf diese Weise Menschen wahrhaft zusammenarbeiten, dann wird die Welt, die wir uns erwünschen, ohne Kampf zwischen Nationen oder Klassen entstehen. Wir wollen unser Äußerstes geben, damit wir dieses Ziel erreichen.

## Flagge
Mura hat eine Flagge mit vier Feldern aus Farben, die die vier Rassen symbolisieren. Diese Felder sind umgeben von einem blauen Rand, der die Welt darstellt, in der die vier Rassen friedlich miteinander leben sollen.